# Sepsis nigripes
Sepsis nigripes – gatunek muchówki z rodziny wońkowatych i podrodziny Sepsinae.
Gatunek ten opisany został w 1826 roku przez Johanna Wilhelma Meigena.
Głowę tej muchówki cechują pojedyncza para bardzo słabo rozwiniętych szczecinek orbitalnych i policzki znacznie niższe od oka złożonego. Tułów ma bardzo dobrze rozwinięte szczecinki mezopleuralne i na całej długości biało porośnięte sternopleury. Skrzydła mają odseparowane tylne i przednie komórki bazalne oraz ciemnią plamkę u szczytu żyłki radialnej R2+3. Samiec ma spodnią stronę ud przednich odnóży na odcinku między środkową grupą kolców a wierzchołkiem zaopatrzoną pozbawioną kolców z guzkami. Spodnia strona ud środkowych odnóży samca pozbawiona jest długi włosków. Golenie przedniej pary odnóży samca nie mają trójkątnego wcięcia na końcu nasadowej ⅓ długości. Narządy rozrodcze samca cechuje wierzchołkowa część bocznego płata epandrium bardzo wąska, o równoległych bokach i o osi ustawionej pod niemal prostym kątem względem osi podłużnej reszty płata. Samicę charakteryzują golenie odnóży środkowych mające szczecinki anterodorsalne oraz golenie odnóży tylnych z bez szczecinek anterodorsalnych za środkiem długości.
Owad znany z Wielkiej Brytanii, Niemiec, Danii, Szwecji, Norwegii, Finlandii, Szwajcarii, Austrii, Polski, Węgier, Korsyki, Turcji, europejskiej części Rosji i wschodniej Palearktyki.